# Le Coffre enchanté
Le Coffre enchanté er en fransk stumfilm fra 1904 af Georges Méliès.